# 鈴木恵介
鈴木 恵介（すずき けいすけ、1976年10月7日 - ）は、ばんえい競馬の騎手。義父は元騎手の鈴木勝堤。ばんえい競馬史上最多の14回のリーディングを誇るばんえい競馬のトップジョッキーである。

## 来歴
1998年に2度目の受験で騎手免許試験に合格し、同年1月10日に帯広競馬第4レースでブラックワンに初騎乗し、同年1月19日に帯広競馬第8レースでニホンバレにて初勝利を挙げた。
旧姓は水嶋、2003年4月から鈴木姓に変えて騎乗している。
2008年度に自身初となるばんえい競馬リーディングを達成する。
2010年2月6日、帯広競馬第10レースをギンガリュウセイで制し、坂本東一元騎手（現・調教師）が2000年度に記録した892戦173勝を上回る864戦174勝を挙げ、ばんえい競馬の年間（年度）最多勝記録を更新、最終的には1022戦200勝を挙げ最多勝記録を更新した。
2010年11月1日に帯広競馬第5レースをスーパートップヒメで勝利し、地方競馬通算1000勝を達成した。
2012年4月29日に同僚騎手が当時同僚の顔を蹴って顎の骨を折るなどの重症を負わせた後、暴行したと供述し、傷害容疑で同年6月4日に逮捕された。同年6月29日に重度の信用失墜行為により6月30日から7月30日まで騎乗停止になった。
2016年1月25日の帯広競馬第7レースをサカノチサトで勝利し、地方競馬通算2000勝を達成した。
2021年4月18日に帯広競馬場で実施された令和3年度第1回能力検査、第18競走でドウナンヒメ号を第2障害で二度蹴る事案が発生。同年4月20日に動画シーンが投稿されて物議を醸し、帯広市に170件以上の抗議が届き、ツイッターでは1000件以上もリツイートされた。本人は「馬を起こそうとした。イライラしてとった行動ではない」と供述したが、同年4月22日に帯広市は「いかなる理由であれ出走馬を蹴ることは認められない」とし、鈴木騎手を戒告処分とした。同年4月23日から当面の間、騎乗自粛を申し入れた。同年6月19日から復帰する事をばんえい競馬のホームページで発表した。
同年11月29日に帯広競馬第7レースをジェイマーサで勝利し、地方競馬通算3000勝を達成した。